# Maria Lúcia Cardoso
Maria Lúcia de Mendonça Cardoso (Japaraíba, 27 de novembro de 1958) é uma professora, empresária e política brasileira, outrora deputada federal por Minas Gerais. Em 2020 foi eleita prefeita de Pitangui e reeleita em 2024.

## Dados biográficos
Filha de Paulo Jacinto de Mendonça e Sebastiana Alves de Mendonça. Em 1978 assumiu a função de secretária na Companhia Urbanizadora de Contagem e no ano seguinte foi nomeada assistente parlamentar da Câmara dos Deputados. Casada por trinta anos com o político Newton Cardoso, foi primeira-dama de contagem após as eleições de 1982 e primeira-dama de Minas Gerais depois do pleito de 1986. No ano seguinte graduou-se em Letras na Pontifícia Universidade Católica de Minas Gerais e veio a presidir o Serviço Voluntário de Assistência Social (Servas).
Fundadora da Associação de Pioneiras de Contagem e diretora da Siderúrgica Pitangui na cidade mineira homônima, voltou ao posto de primeira-dama de Contagem mediante a vitória de Newton Cardoso nas eleições de 1996. Filiada ao PMDB, foi eleita deputada federal em 1998, foi secretária do Trabalho no governo Itamar Franco. Suplente de deputado federal em 2002, chegou a exercer o mandato por força de convocação, sendo reeleita em 2006.
Mãe do político Newton Cardoso Júnior.